# 阿加糖酶β
阿加糖酶β（商品名：法布赞）是由赛诺菲的子公司健赞（Genzyme）研发，于2001年最先在欧洲上市，2003年在美国上市，罕见病法布雷病（也叫法布里病）注射剂特效药。2019年12月20日，赛诺菲投资公司Genzyme Europe B.V代理法布赞获批国内大陆上市，这也是国内大陆首个治疗法布雷病的药物。法布赞的治疗原理是特异性酶替代治疗，相当于糖尿病人注射胰岛素。一瓶/盒法布赞是35mg（毫克）。法布赞在国内大陆的定价是39900元/35mg，8995元/5mg，用药剂量按照1mg/kg计算，每两周用药一次。算下来成人年治疗费用约200万元，儿童年治疗费用约100万元。2020年7月，法布赞被纳入浙江省当地医保目录，患者只需支付总费用的20%，且全年费用不超过10万元。

## 参見
- 孤儿药